# Tiếng Bắc Thái

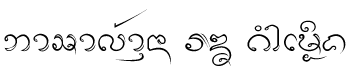
Tiếng Bắc Thái viết bằng chữ viết của mình, chữ Thái Tham

Tiếng Bắc Thái hay tiếng Lanna, tiếng Kham Mueang (tiếng Bắc Thái: ᨣᩴᩤᨾᩮᩥᩬᨦ phát âm tiếng Lào: [kam˧ mɯːəŋ˧], tiếng Thái: คำเมือง phát âm:[kʰam˧ mɯːəŋ˧]) là ngôn ngữ của người Thái Yuan (người Bắc Thái) cư trú ở vùng Lannathai, thuộc Thái Lan, Lào và Myanmar.
'Tiếng Bắc Thái thuộc phân nhóm ngôn ngữ Chiang Saeng của Nhóm Tây Nam Thái trong Ngữ chi Thái, có quan hệ gần gũi với tiếng Thái và tiếng Lào. Tiếng Bắc Thái có xấp xỉ 6 triệu người nói, hầu hết sinh sống tại Thái Lan, và một số nhỏ tại tây bắc Lào.

## Đặc điểm
Những người Bắc Thái thường được gọi là Tai Yuan với ý nghĩa coi thường. Tên tự gọi của họ là khon mueang (nghĩa chữ là "người mường"), Lanna Thai hay người Bắc Thái.
Tiếng Bắc Thái thường gọi là Tai Yuan để phân biệt với Tai Tham (Thái Tham) được sử dụng trong ngôn ngữ này.
Hầu hết các nhà ngôn ngữ học coi tiếng Bắc Thái có nhiều quan hệ gần gũi với tiếng Thái và các ngôn ngữ Chiang Saeng khác hơn là với tiếng Lào và các ngôn ngữ Lào-Phutai.
Tiếng Bắc Thái tại Chiang Mai có 6 thanh điệu và có âm [ ɲ ] (nh) giống với tiếng Lào.

## Từ vựng
Tiếng Bắc Thái chia sẻ nhiều từ vựng với tiếng Thái chuẩn đặc biệt là các từ có tính khoa học, cả hai đều có các tiền tố và hậu tố mượn từ tiếng Phạn và tiếng Pali và cũng như tiếng Thái và tiếng Lào, tiếng Bắc Thái mượn nhiều từ ngữ từ tiếng Phạn và tiếng Pali.

## Chữ viết
Chữ viết cổ truyền sử dụng là chữ Thái Tham (chữ Tai Tham), chữ có quan hệ gần gũi với chữ Thái Lue cổ (chữ Lự cổ) và chữ tôn giáo Lào. Chữ Thái Tham (hay chữ Lanna) có sự tương đồng với chữ Miến Điện và chữ Môn, do tất cả đều xuất phát từ chữ Môn cổ.
Ngày nay bộ chữ quốc gia được sử dụng chính thức để viết tiếng Bắc Thái tại mỗi nước. 
- Tại Thái Lan là Bảng chữ cái Thái [2]
- Tại CHDCND Lào là Bảng chữ cái Lào [3][4]
- Tại Myanmar là Chữ Myanmar [5].

Quy định này liên quan đến quá trình thực hiện "hội nhập" ở ba nước đó. Cuộc hội nhập dẫn đến số người nói tiếng thiểu số ngày càng ít đi 
| Bảng Unicode chữ Tai Tham Official Unicode Consortium code chart: Tai Tham Version 13.0 |   |   |   |   |   |   |   |   |   |   |   |   |   |   |   |   |
|                                                                                         | 0 | 1 | 2 | 3 | 4 | 5 | 6 | 7 | 8 | 9 | A | B | C | D | E | F |
| U+1A2x                                                                                  | ᨠ | ᨡ | ᨢ | ᨣ | ᨤ | ᨥ | ᨦ | ᨧ | ᨨ | ᨩ | ᨪ | ᨫ | ᨬ | ᨭ | ᨮ | ᨯ |
| U+1A3x                                                                                  | ᨰ | ᨱ | ᨲ | ᨳ | ᨴ | ᨵ | ᨶ | ᨷ | ᨸ | ᨹ | ᨺ | ᨻ | ᨼ | ᨽ | ᨾ | ᨿ |
| U+1A4x                                                                                  | ᩀ | ᩁ | ᩂ | ᩃ | ᩄ | ᩅ | ᩆ | ᩇ | ᩈ | ᩉ | ᩊ | ᩋ | ᩌ | ᩍ | ᩎ | ᩏ |
| U+1A5x                                                                                  | ᩐ | ᩑ | ᩒ | ᩓ | ᩔ | ᩕ  | ᩖ  | ᩗ  | ᩘ  | ᩙ  | ᩚ  | ᩛ  | ᩜ  | ᩝ  | ᩞ  |   |
| U+1A6x                                                                                  | ᩠  | ᩡ  | ᩢ  | ᩣ  | ᩤ  | ᩥ  | ᩦ  | ᩧ  | ᩨ  | ᩩ  | ᩪ  | ᩫ  | ᩬ  | ᩭ  | ᩮ  | ᩯ  |
| U+1A7x                                                                                  | ᩰ  | ᩱ  | ᩲ  | ᩳ  | ᩴ  | ᩵  | ᩶  | ᩷  | ᩸  | ᩹  | ᩺  | ᩻  | ᩼  |   |   | ᩿  |
| U+1A8x                                                                                  | ᪀ | ᪁ | ᪂ | ᪃ | ᪄ | ᪅ | ᪆ | ᪇ | ᪈ | ᪉ |   |   |   |   |   |   |
| U+1A9x                                                                                  | ᪐ | ᪑ | ᪒ | ᪓ | ᪔ | ᪕ | ᪖ | ᪗ | ᪘ | ᪙ |   |   |   |   |   |   |
| U+1AAx                                                                                  | ᪠ | ᪡ | ᪢ | ᪣ | ᪤ | ᪥ | ᪦ | ᪧ | ᪨ | ᪩ | ᪪ | ᪫ | ᪬ | ᪭ |   |   |